# 石井満
石井 満（いしい みつる、1891年2月9日 - 1977年11月13日）は、日本の作家、出版人、教育学者。

## 経歴
千葉県生まれ。第一高等学校在学時代は芥川龍之介らと同期であった。
東京帝国大学法科大学卒業。
大学院で交通政策を学ぶ。
新渡戸稲造に師事。鉄道院事務官、東京市電気局総務課長を経て、1946年日本出版協会会長。
GHQの指導で戦争責任を問われた出版社の粛清を行い、夏目漱石の著作権問題の処理に当たった。学校法人精華学園理事長などを務めた。

## 著書
- 『旅から旅へ』（佐藤出版部） 1919
- 『鉄道と社会』（鉄道青年会本部） 1920
- 『婦人に味方して』（三田書房） 1921
- 『愛と女性を中心として』（新生社） 1922
- 『金と女の国のうらおもて』（丙午出版社） 1924
- 『鉄道読本』（日本交通学会） 1926
- 『婦人参政の話』（アルス） 1930
- 『女人極楽郷』（日本評論社） 1931
- 『悩みに答へる』（平凡社） 1934
- 『新渡戸稲造伝』（関谷書店） 1934
- 『家庭読本』（関谷書店） 1935
- 『熱血児ムッソリニの全貌』（ヤシマ書房） 1935
- 『石井満随筆集 第1集 人生と交通』（春秋社） 1936
- 『社会の新歩道 講話集』（春秋社） 1936
- 『長尾半平伝』（教文館） 1937
- 『鉄道精神読本』（春秋社） 1938
- 『日本の孝道』（春秋社） 1938
- 『千石興太郎伝』（産業組合新聞社等） 1939
- 『逞しき建設』（教文館） 1940
- 『鉄道生活訓』（鉄道研究社） 1941
- 『新女性訓』（時代社、婦人文化叢書） 1942
- 『中村雄次郎伝』（中村雄次郎伝記刊行会） 1943.2
- 『日本鉄道創設史話』（法政大学出版局） 1952
- 『すぐに役立つ新討論の実例 その理論と要領』（信友社） 1954
- 『アメリカ文学遊覧 ホイットマン詩集「草の葉」百年記念』（精華学園出版部） 1955
- 『人は話す力をもっている 話し方の基本』（精華学園出版部・法政大学出版局） 1956.11
- 『読書は力である』（精華学園出版部） 1957
- 『リンカン 奴隷解放の先駆者』 (旺文社文庫) 1965

## 翻訳
- 『濫費の悲劇』（スチュアート・チェース、松柏館書店） 1934